# Sarah Nobre
Sarah Nobre (Lisboa, 3 de maio de 1896 — Brasil, 6 de maio de 1966) foi uma atriz portuguesa que atuou no Brasil.  Famosa rádio-atriz, dublou muitos desenhos animados, emprestando sua voz para a Rainha de Copas no longa Alice no País das Maravilhas (1951).

## Biografia
Sarah Nobre, nasceu em Lisboa a 3 de maio de 1896. Por volta de 1902 muda-se para o Brasil com sua mãe, Adelina Nobre.  Iniciou sua carreira no teatro ainda bem jovem e funda com a mãe, Adelina Nobre, a Companhia Nacional de Operetas. Sarah fez sua estreia no Teatro Amazonas. Atuou na Cia Teatral Antônio de Souza com Francisco Alves e grande elenco. 
Sua primeira participação no cinema foi no filme inacabado Amor de Perdição, baseado na obra homônima de Camilo Castelo Branco, de 1914 dirigido por Francisco Santos. 
Era mãe da também atriz Olga Nobre e de Nelson Nobre. 
Faleceu em 6 de maio de 1966, aos 70 anos. 

## Filmografia
| Ano  | Título                     | Personagem         |
| ---- | -------------------------- | ------------------ |
| 1964 | Viagem aos Seios de Duília | —                  |
| 1960 | Cala a Boca, Etelvina      | Emília             |
| 1957 | Papai Fanfarrão            | Clotilde           |
| 1955 | Leonora dos Sete Mares     | Mulher no comércio |
| 1953 | Agulha no Palheiro         | Dona Gisa          |
| 1950 | Somos Dois                 | Mãe da noiva       |
| 1949 | Não Me Digas Adeus         | —                  |
| 1946 | Jardim do Pecado           | —                  |
| 1944 | Romance de um Mordedor     | —                  |
| 1943 | Caminho do Céu             | Tia                |
| 1943 | Moleque Tião               | Esposa             |
| 1941 | 24 Horas de Sonho          | Flora              |
| 1940 | Pureza                     | Francisquinha      |
| 1940 | Direito de Pecar           | Aurora             |
| 1936 | Cidade-Mulher              | Baronesa           |
| 1933 | A Voz do Carnaval          | —                  |
| 1923 | Carnaval Cantado           | —                  |
| 1914 | Amor de Perdição           | Tereza             |

## Teatro[3]
- 1955 - O Mambembe
- 1952 - As Bruxas Já Foram Meninas
- 1947 - Chantage
- 1947 - Mártir do Calvário
- 1947 - Quando Se Vive Outra Vez
- 1945 - A Família Barrett
- 1939 - Conflito
- 1935 - Esta Noite ou Nunca
- 1925 - Aguenta, Felipe!
- 1925 - Cruzeiro do Sul
- 1925 - De Capote e Lenço
- 1925 - Eu Passo!
- 1924 - Ai... Seu Melo...
- 1924 - Pra Burro
- 1913/1927 - Menina de Chocolate
- 1913 - O Grande Industrial